# Dendrobium junceum
Dendrobium junceum är en orkidéart som beskrevs av John Lindley. Dendrobium junceum ingår i släktet Dendrobium, och familjen orkidéer. Inga underarter finns listade i Catalogue of Life.